# Littlest Pet Shop: A World of Our Own
Littlest Pet Shop: A World of Our Own er en irsk-amerikansk tv-serie baseret på den amerikanske legetøjs-franchise, Littlest Pet Shop. Serien præsenterede på Discovery Family i USA den 14. april 2018.
I Danmark præsterede serien på Nickelodeon den 24. september 2018.

## Handling
Littlest Pet Shop: A World of Our Own handler om en gruppe af seks kæledyr (Roxie, Jade, Trip, Quincy, Edie og Bev), der afslutter den menneskelige verden og går gennem en magisk portal for at besøge Paw-Tucket, en verden, der kun er lavet til kæledyr. I denne verden har gruppen af venner eventyr, kaste partier, få venner og være sig selv.

## Figurer

### Hovedfigurer
- Roxie McTerrier
- Jade Catkin
- Trip Hamston
- Quincy Goatee
- Edie Von Keet
- Bev Gilturtle

### Bifigurer
- Savannah Cheetaby
- Petula Woolwright
- Sweetie Pom-Pom
- Gavin Chamelle
- Mitchell Snailford
- Herr Yut
- Scoot Raccoonson
- Austin Goldenpup
- Borgmester Perrito

## Stemmer

### Engelske stemmer
- Diana Kaarina – Roxie McTerrier, Petula Woolwright
- Ingrid Nilson – Jade Catkin
- Travis Turner – Trip Hamston
- Kyle Rideout – Quincy Goatee
- Lili Beaudoin – Edie Von Keet
- Rhona Rees – Bev Gilturtle
- Bethany Brown – Savannah Cheetaby
- Brittney Wilson – Sweetie Pom-Pom
- Alessandro Juliani – Gavin Chamelle, Borgmester Perrito
- Ian Hanlin – Mitchell Snailford
- Vincent Tong – Herr Yut, Scoot Raccoonson, Austin Goldenpup

### Danske stemmer
- Julie Lund – Roxie McTerrier[5]
- Sonny Lahey – Trip Hamston (kortfilm), Quincy Goatee (kortfilm), Clicks Monkeyford (kortfilm)
- Øvrige stemmer – Sonny Lahey (kortfilm)

## Afsnit

### Oversigt
| Sæson | Sæson    | Afsnit | Sendt første gang | Sendt første gang |
| Sæson | Sæson    | Afsnit | Første afsnit     | Sidste afsnit     |
| ----- | -------- | ------ | ----------------- | ----------------- |
|       | Kortfilm | 20     | 4. oktober 2017   | 24. april 2018    |
|       | 1        | 52     | 14. april 2018    | TBA               |

### Sæson 1 (2018)
| Nr. | Titel                                               | Instruktør        | Forfatter                  | Første sendedag i USA | Første sendedag i Danmark | Produktionskode |
| --- | --------------------------------------------------- | ----------------- | -------------------------- | --------------------- | ------------------------- | --------------- |
| 1   | "Dyrs bedste ven er..." "A Pet's Best Friend Is..." | Gillian Comerford | Tim Maile og Douglas Tuber | 14. april 2018        | 24. september 2018        | 101             |

## Internationalt
| Land     | Netwærk          | Premiere           | Navn                                  |
| -------- | ---------------- | ------------------ | ------------------------------------- |
| Frankrig | TiJi             | 9. april 2018      | Littlest Petshop : Un monde à nous !  |
| USA      | Discovery Family | 14. april 2018     | Littlest Pet Shop: A World of Our Own |
| Danmark  | Nickelodeon      | 24. september 2018 | Littlest Pet Shop: A World of Our Own |
| Norge    | Nickelodeon      | 24. september 2018 | Littlest Pet Shop: A World of Our Own |
| Sverige  | Nickelodeon      | 24. september 2018 | Littlest Pet Shop: A World of Our Own |